# وادي المسك (مسلسل)
وادي المسـك مسلسل سوري أنتج عام 1982، في 17 حلقة. من تأليف محمد الماغوط ودريد لحام، وإخراج خلدون المالح. وبطولة: دريد لحام ومنى واصف ورفيق السبيعي وعمر حجو وياسين بقوش وناجي جبر. وقد عُرض على أغلب قنوات التلفزة الأرضية.

## قصة المسلسل
يعرض المسلسل قصة شاب مغترب (غوار/ دريد لحام) يعمل خارج بلده ليبنيَ مستقبله مع زوجة المستقبل ابنة عمه يسرى، وفي مغتربه يتعرَّض لعملية احتيال من قِبَل شخص يشبهه تمامًا، فيقوم الأخير بسرقة أمواله ويعرف منه تفاصيل حياته، ليسافر المحتالُ إلى بلد ذلك الشاب (وادي المسك) فيخدع أهلَ بلده، ويظنونه الشاب الحقيقي. ثم يجتذبُ المحتال الانتهازيين والوصوليين فيبني زعامة له، ويقيم مشاريع مشبوهة، ويفسد نفوس أبناء البلد، ويخرِّب النظام الذي كان يسير عليه البلد، باستغلاله لقرابة الشاب الأصلي مع مسؤولي ذلك البلد، فتنتشر الفوضى والرشوة والأزَمات الاقتصادية. 
ثم يعود الشاب الحقيقي ويخبرهم بما تعرَّض له من احتيال شبيهه المحتال، ولكن المحتال يبقى مصرًّا أنه هو الابن الحقيقي وأن الآخر هو المحتال. فيقرِّر أهل الوادي إقامة محاكمة لمعرفة أيهما الحقيقي، فتحكُم المحكمة بأن المحتال هو الابن الحقيقي لأن أعضاء المحكمة من المستفيدين منه، والمتورطين معه في الفساد. ويقرِّرون تسليم الشاب الحقيقي إلى الشرطة الدَّولية (الإنتربول)، ولكن في النهاية يتصدَّى أهل الوادي الطيبون للمحتال وللمستفيدين منه.

## الممثلون
- دريد لحام
- منى واصف
- رفيق السبيعي
- عمر حجو
- ياسين بقوش
- ناجي جبر
- أميمة الطاهر
- سلمى عبديتش
- محمد العقاد
- أديب شحادة
- محمد الشماط
- حسام تحسين بك
- محمد طرقجي
- هيثم جبر
- عامر السبيعي
- هيفاء واصف
- شاكر بريخان
- نصوح السادات
- صديق بدر
- أحمد مسالخي